# Ángel Herrera (boxe anglaise)
Pour les articles homonymes, voir Herrera.
Ángel Herrera est un boxeur cubain né le 2 août 1957 à Guantánamo.

## Carrière
Champion olympique et champion du monde amateur en poids plumes en 1976 et 1978, il réédite l'exploit en poids légers en 1980 et 1982. Son palmarès amateur est de 255 victoires contre 12 défaites.

## Parcours auxJeux olympiques
Jeux olympiques d'été de 1976 à Montréal (poids plumes) :
- Bat Rai Sik (Inde) KO 1
- Bat Angel Pacheco (Venezuela) 5-0
- Bat Davey Lee Armstrong (États-Unis) 3-2
- Bat Juan Paredes (Mexique) 5-0
- Bat Richard Nowakowski (RDA) KO 2

 Jeux olympiques d'été de 1980 à Moscou (poids légers) :
- Bat Carlo Russolillo (Italie) 5-0
- Bat Geza Tumbas (Yougoslavie) 5-0
- Bat Galsandorj Batbileg (Mongolie) 5-0
- Bat Kazimierz Adach (Pologne) 5-0
- Bat Viktor Demyanenko (URSS) TKO 3

## Parcours enchampionnats du monde
Championnats du monde de boxe amateur 1978 à Belgrade (poids plumes) :
- Bat Hirochi Ganobe (Japon) par abandon au 3e round
- Bat Viorel Ioana (Romanie) par forfait
- Bat Roman Gotfryd (Pologne) 5-0
- Bat Bratislav Ristić (Yougoslavie) 4-1

 Championnats du monde de boxe amateur 1982 à Munich (poids légers) :
- Bat Juhito Arai (Japon) 5-0
- Bat Kosem Barake (Israël) KO 2
- Bat Lofti Belkhir (Tunisie) par abandon au 1er round
- Bat Viorel Ioana (Roumanie) 4-1
- Bat Pernell Whitaker (États-Unis) 3-2